# Ormoy-Villers
Ormoy-Villers ist eine französische Gemeinde mit 795 Einwohnern (Stand 1. Januar 2022) im Département Oise in der Region Hauts-de-France (vor 2016 Picardie). Sie gehört zum Arrondissement Senlis und zum Kanton Nanteuil-le-Haudouin. Die Einwohner werden Ormoisiens genannt.

## Geographie
Die Gemeinde Ormoy-Villers liegt etwa 31 Kilometer östlich von Senlis und etwa 26 Kilometer nördlich von Meaux. Umgeben wird Ormoy-Villers von den Nachbargemeinden Auger-Saint-Vincent im Westen und Norden, Duvy im Norden, Rouville im Nordosten und Osten, Lévignen im Osten, Boissy-Fresnoy im Südosten und Süden, Péroy-les-Gombries im Süden sowie Versigny im Südwesten.

## Einwohner
| Jahr                       | 1962 | 1968 | 1975 | 1982 | 1990 | 1999 | 2006 | 2014 | 2021 |
| -------------------------- | ---- | ---- | ---- | ---- | ---- | ---- | ---- | ---- | ---- |
| Einwohner                  | 558  | 537  | 627  | 610  | 645  | 655  | 644  | 635  | 744  |
| Quellen: Cassini und INSEE |      |      |      |      |      |      |      |      |      |

## Sehenswürdigkeiten
- Kirche Saint-Martin aus dem 12. Jahrhundert, Monument historique seit 1970
- Wasserturm

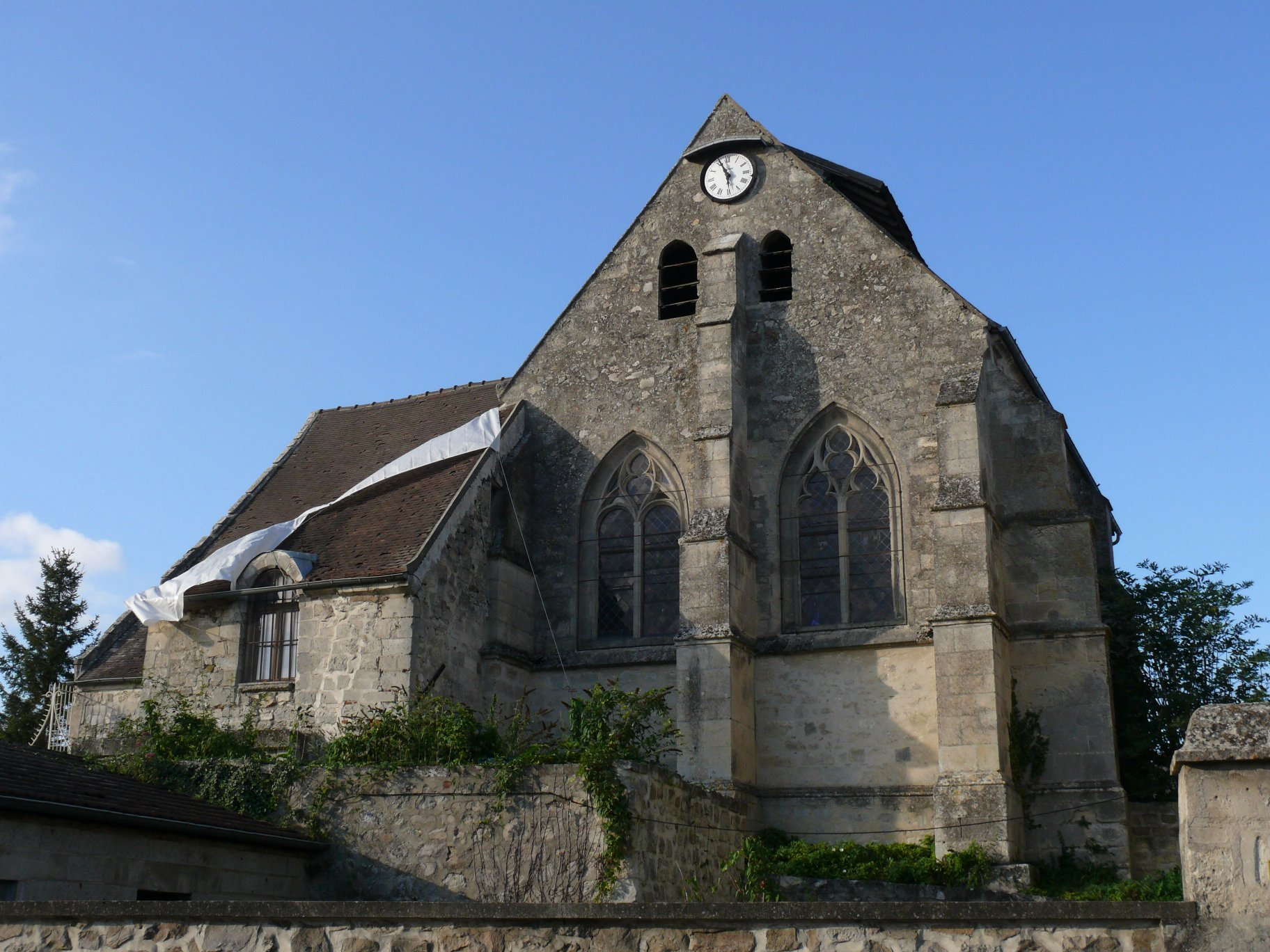
Kirche Saint-Martin
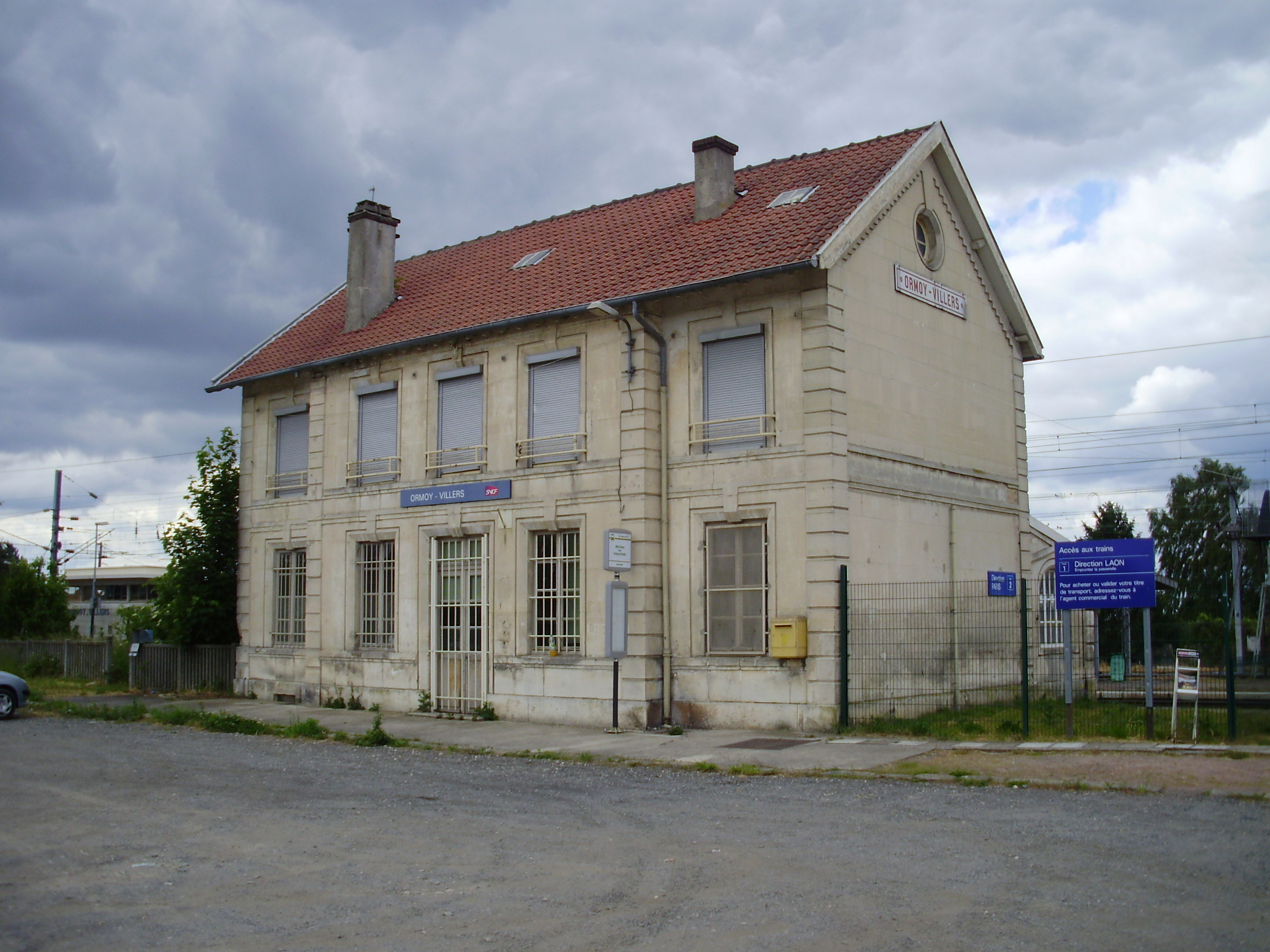
Bahnhof
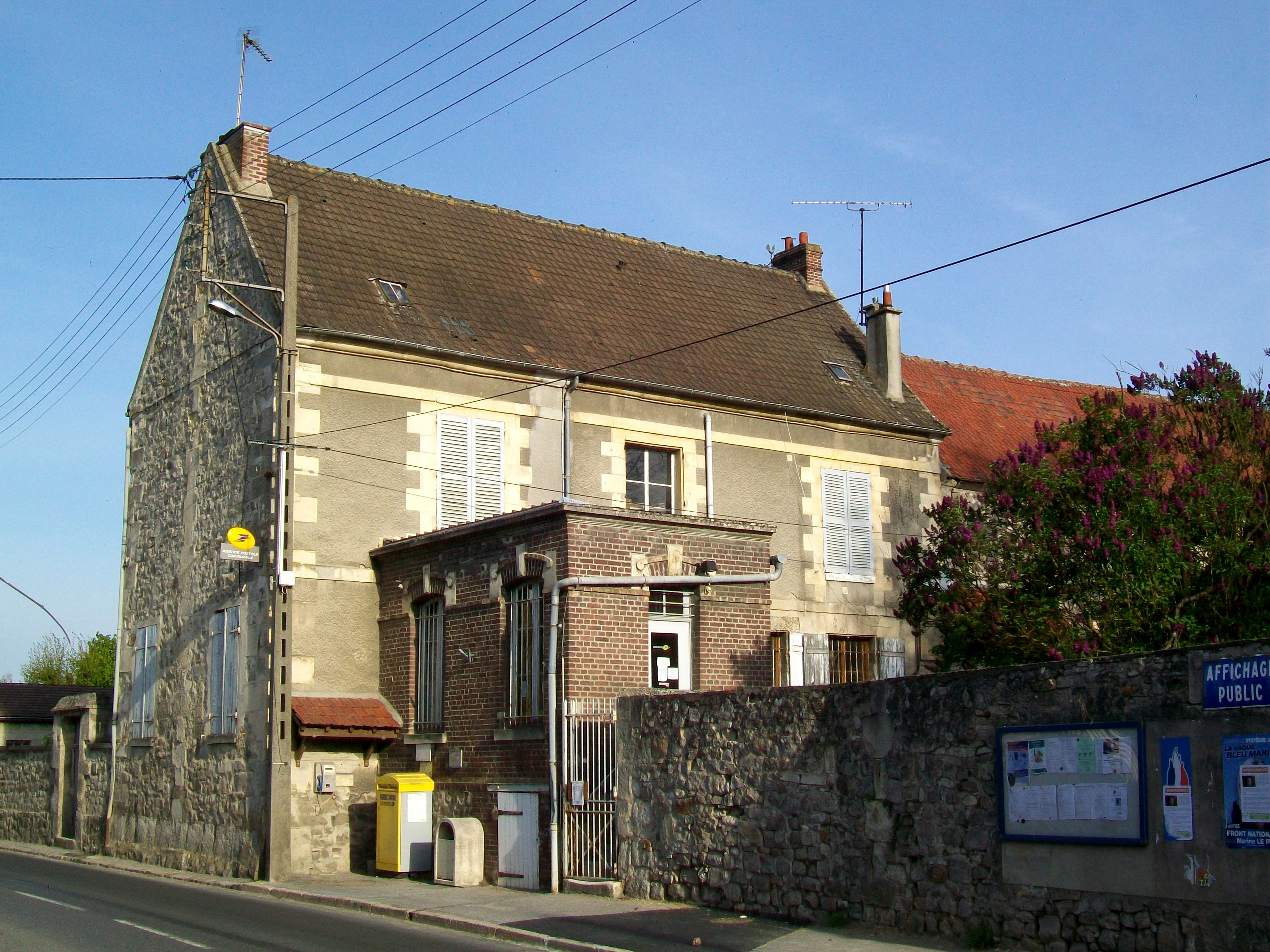
Postamt